# Ortostat

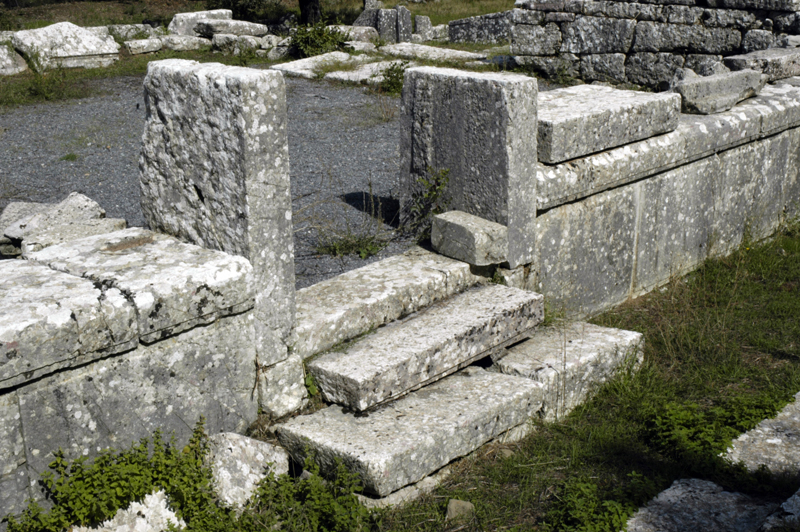
Ortostat w sanktuarium Despoina w Lycosura.

Ortostat (orthostates) – dolna część ścian naosu w starożytnej Grecji wykonana z dużych bloków kamiennych. 
Dolną część ortostatu zdobiono profilowaniem podobnym do torusów i trochilusów stosowanych w bazach kolumn. Ortostat stosowany już we wczesnogreckim budownictwie (w którym niższe partie świątyń budowano z kamienia, wyższe z cegły suszonej na słońcu) wywodzi się z  Azji Mniejszej, gdzie stosowali go już Hetyci jako dekoracje ścian budowli, właśnie w formie czworobocznych kamiennych płyt zdobionych reliefami.